# Дундіно
Ду́ндіно (рос. Дундино) — село у складі Варгашинського району Курганської області, Росія. Входить до складу Південної сільської ради.
Населення — 296 осіб (2010, 455 у 2002).